# Melicope sessilifoliola
Melicope sessilifoliola är en vinruteväxtart som först beskrevs av Elmer Drew Merrill, och fick sitt nu gällande namn av Thomas Gordon Hartley. Melicope sessilifoliola ingår i släktet Melicope och familjen vinruteväxter. Inga underarter finns listade i Catalogue of Life.